# Prosper Ménière
Prosper Ménière, född den 18 juni 1799 i Angers, död den 7 februari 1862 i Paris, var en fransk läkare, som 1861 beskrev symptom som nu blivit kända under namnet Ménières sjukdom.
Sjukdomar vid innerörat var okända fram tills Prosper Ménière 1861 beskrev sjukdomen som idag bär hans namn.
Ménière avled den 7 februari 1862 av lunginflammation vid 63 års ålder.